# Rybák ostroocasý
Rybák ostroocasý (Sterna acuticauda) je středně velký druh rybáka z rodu Sterna, hnízdící v povodí řek jihovýchodní Asie.

## Popis
Rybák ostroocasý je nezaměnitelný druh rybáka, díky kombinaci typické černé čepičky, bílých tváří a brady s černým břichem, světle šedým hřebetem, křídly a ocasem. Nohy jsou oranžově červené, zobák žlutooranžový. V prostém šatu má bílé čelo, přední temeno i břicho, u většiny ptáků zůstává alespoň spodní část břicha tmavě skvrněná.

## Rozšíření
Hnízdí podél asijských řek od řeky Indus přes Indii po Barmu, Srí Lanku a Thajsku.